# 37592 Pauljackson
37592 Pauljackson è un asteroide della fascia principale. Scoperto nel 1991, presenta un'orbita caratterizzata da un semiasse maggiore pari a 2,6248126 UA e da un'eccentricità di 0,0590553, inclinata di 5,17886° rispetto all'eclittica.